# دی‌هیدروکامپفرید
دی‌هیدروکامپفرید (به انگلیسی: Dihydrokaempferide) با فرمول شیمیایی C۱۶H۱۴O۶ یک ترکیب شیمیایی با شناسه پاب‌کم ۵۸۶۳۸۷ است. که جرم مولی آن ۳۰۲٫۲۷ g/mol می‌باشد. 